# Kabupaten de Minahasa du Sud-Est
Le Kabupaten de Minahasa du Sud-Est (Minahasa Tenggara) est un district de la province de Sulawesi du Nord sur l'île de Sulawesi en Indonésie. Administrativement il est composé des sous-districts (Kecamatan) suivant :
1. Belang
2. Pusomaen
3. Ratahan
4. Ratatotok
5. Tombatu
6. Touluaan

Son chef-lieu est Ratahan. Il comprend 72 villages (desa) regroupés en 4 communes.

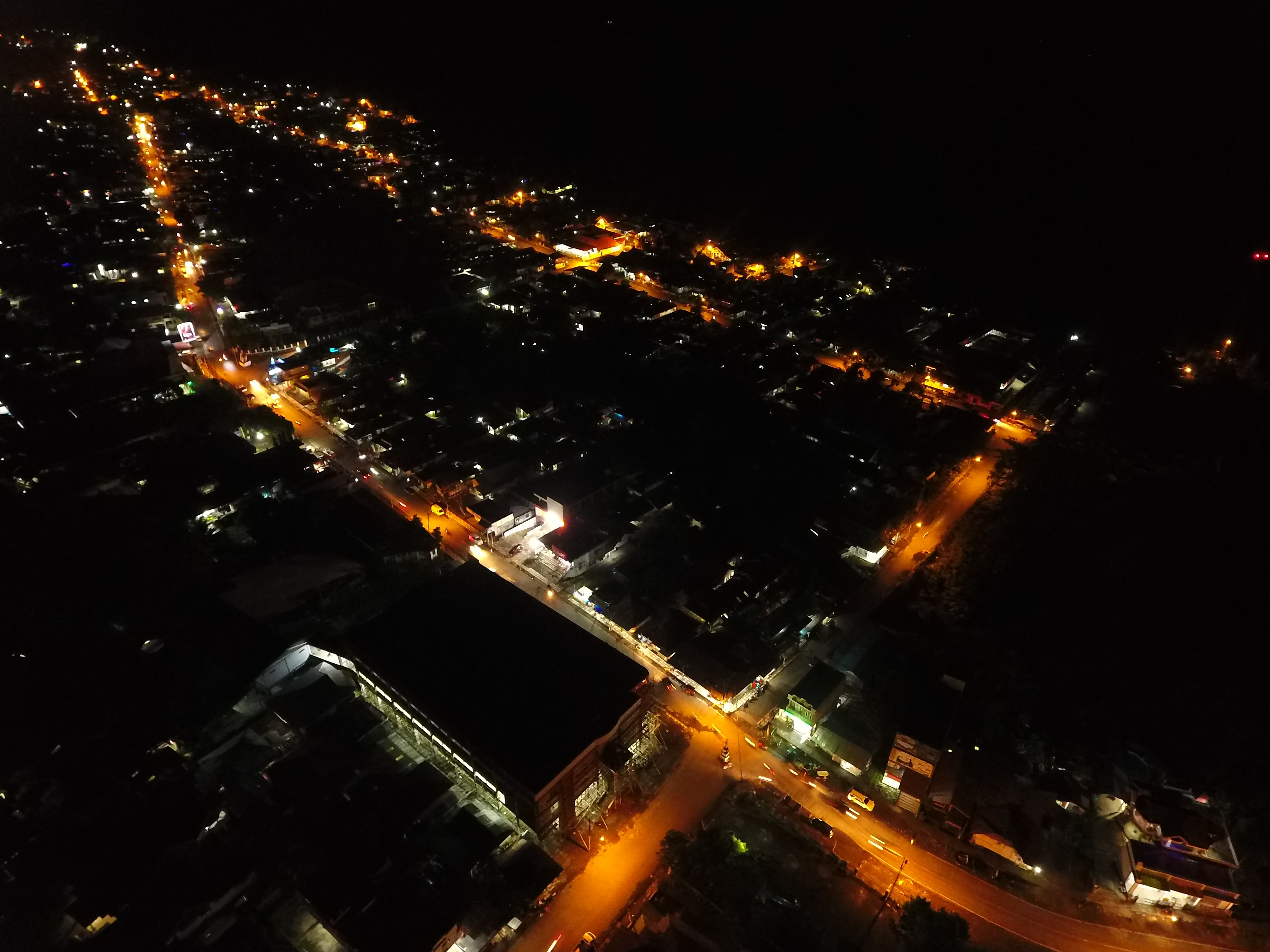
Vue aérienne de nuit de Ratahan

## Sources
1. ↑  « Site officiel de la province de Sulawesi du Nord »(Archive.org • Wikiwix • Archive.is • Google • Que faire ?)